# Birszki járás
A Birszki járás (oroszul Бирский район, baskír nyelven Бөрө районы) Oroszország egyik járása a Baskír Köztársaságban, székhelye Birszk.

## Népesség
- 1970-ben 27 963 lakosa volt, melyből 3 367 tatár (12%), 1 508 baskír (5,4%).
- 1989-ben 18 949 lakosa volt, melyből 2 598 tatár (13,7%), 815 baskír (4,3%).
- 2002-ben 19 883 lakosa volt, melyből 8 722 orosz (43,87%), 6 823 mari, 2 665 baskír (13,4%), 1 360 tatár (6,84%).
- 2010-ben 17 924 lakosa volt, melyből 7 720 orosz (43,6%), 6 822 mari (38,5%), 1 962 tatár (11,1%), 923 baskír (5,2%), 67 ukrán, 31 csuvas, 20 fehérorosz, 15 udmurt, 7 mordvin.

| Lakosok száma | 68 639 | 28 014 | 18 949 | 61 758 | 61 496 | 62 495 | 63 699 | 64 688 | 64 546 | 61 652 |
|               | 1939   | 1970   | 1989   | 2008   | 2010   | 2012   | 2014   | 2016   | 2018   | 2021   |

## A járáshoz tartozó települések
A mari többségű települések megjelölése: ***
- Birszk, a járás székhelye
- Ajbasevo
- Ajgildino
- Akkainovo
- Akudi ***
- Akudibasevo ***
- Alekszandrovka
- Andrejevka
- Bazsenovo
- Bahtyibajevo ***
- Bekmurzino ***
- Berezovka
- Verhnyelacsentau
- Vozneszenka
- Vjazovszkij ***
- Demidovszkij
- Deszjatkino
- Jemasevo
- Zelojnyij
- Zujevo
- Kalinniki
- Kamisinka
- Kandakovka
- Kosztarevo
- Kojanovo
- Kriusi
- Kuzovo
- Kuszekejevo
- Lezsebokovo
- Lucs
- Maloszuhajazovo ***
- Manszurovo
- Majadikovo
- Mordvinovka
- Nyizsnyelacsentau
- Nyikolajevka
- Nyikolszkij
- Novobajsevo
- Novobiktimirovo
- Novoburnovo
- Novodeszjatkino ***
- Novokulcsubajevo ***
- Novopetrovo
- Novojantuzovo
- Oszinovka
- Penkovo ***
- Pecsenkino
- Pioner
- Pitjakovo
- Ponomarjovka
- Popovka
- Romanovka
- Szamoszadka
- Szilantyevo
- Szimkino
- Szorviha
- Szosznovij Bor
- Szrednebazanovo ***
- Sztarobazanovo
- Sztarobiktimirovo
- Sztaroburnovo
- Sztarojezsovo
- Sztaropetrovo
- Sztarcino
- Szuszlovo
- Tartyisevo
- Uguzevo
- Uzsara ***
- Ulejevo ***
- Urnyak
- Uszakovo ***
- Csisztyie Prudi
- Csisma
- Csisma
- Samszutdin
- Selkanovo ***
- Sesztyikovo
- Jangitau